# Appana subrosacea
Appana subrosacea là một loài bướm đêm trong họ Noctuidae.